# استر مویا
استر مویا (به انگلیسی: Esther Moya) ژیمناست زادهٔ ۳۱ ژوئیهٔ ۱۹۸۴ میلادی اهل کشور اسپانیا است.